# 香川県道133号富田中津田線
香川県道133号富田中津田線（かがわけんどう133ごう とみだなかつだせん）は、香川県さぬき市を通る一般県道である。

## 概要
さぬき市大川町富田中の「みろく通池公園」(石仏)の交差点から「大川町富田中」交差点（JA香川県富田支店前）までは、いわゆる旧南海道にあたり、香川県道10号高松長尾大内線の旧道。すなわち旧高松藩五街道（讃岐五街道）のひとつ長尾街道を構成している県道のひとつである。

### 路線データ
- 起点：さぬき市大川町富田中（香川県道10号高松長尾大内線交点）
- 終点：さぬき市津田町津田（津田町神野交差点、国道11号交点）
- 総延長：4.644 km

## 路線状況

### 道路施設

#### トンネル
- 柴谷隧道：延長236  m、1966年（昭和41年）竣工、さぬき市

## 地理

### 通過する自治体
- さぬき市

### 交差する道路
| 交差する道路               | 交差する場所 | 交差する場所            |
| -------------------------- | ------------ | ----------------------- |
| 香川県道10号高松長尾大内線 | 大川町富田中 | 起点                    |
| 香川県道139号富田中鴨部線  | 大川町富田中 |                         |
| 国道11号                   | 津田町津田   | 津田町神野交差点 / 終点 |

### 交差する鉄道
- 高徳線

### 沿線
- みろく自然公園
- 富田茶臼山古墳
- さぬき市大川支所
- さぬき警察署 津田交番